# Parc Olympique lyonnais
El Parc Olympique lyonnais, també conegut com a Parc OL, és un estadi de futbol de Décines-Charpieu, a prop de la ciutat de Lió, França, que compta amb 58.927 espectadors. L'estadi, que pertany al club de futbol francès Olympique de Lió, substitueix a l'estadi Gerland, i el cost de l'estadi s'estima en al voltant de 250.000.000 €; va ser una de les seus de l'Eurocopa 2016 i de la Copa Mundial Femenina de Futbol de 2019, ambdues celebrades a França, així com també fou la seu de la final de la Copa d'Europa de rugbi a 15 de 2015-2016.

## Història
L'1 de setembre de 2008 el president del club francès Olympique Lyonnais, Jean-Michel Aulas, va anunciar plans per crear un nou estadi amb una capacitat per 100.000 espectadors, denominat provisionalment OL Land, que es construirà en 50 hectàrees de terreny situat a Décines-Charpieu, un suburbi de Lió. L'estadi, també inclouen les instal·lacions esportives del club, dos hotels, un centre d'oci, i oficines comercials i de negocis.
El 13 d'octubre de 2008, el projecte va ser acordat pel govern francès, el consell general del Roine, el Grand Lió, el SYTRAL, i el municipi de Décines. Per a la construcció s'utilitzarà aproximadament 180 milions de € de diners públics i s'utilitzarà entre 60-80 milions d'€ procedent de la Comunitat Urbana de Lió. No obstant això, des de l'anunci, els esforços del club per aconseguir l'estadi OL Land s'han vist obstaculitzats  principalment per la lentitud dels procediments administratius, els interessos polítics, i diversos grups de l'oposició, que veuen l'estadi com econòmicament, mediambientalment i socialment incorrecte per als contribuents i la comunitat de Décines.
El 22 de setembre de 2009, el diari francès L'Équipe va informar que OL Land havia estat seleccionat per la Federació Francesa de Futbol com un dels dotze estadis que s'utilitzarien en l'Eurocopa 2016 que tindria lloc en aquest país. L'FFF va realitzar oficialment les seves seleccions, l'11 de novembre de 2009 i la ciutat de Lió va ser seleccionada com un lloc per acollir els partits durant el torneig.
La tardor de 2015, l'European Rugby Champions Cup anunciava que l'estadi seria la seu de la final de la Copa d'Europa de rugbi a 15 de 2015-2016

## Esdeveniments

### Eurocopa 2016
El Parc Olympique lyonnais va albergar durant el campionat 6 partits: 4 partits de la fase de grups, 1 de vuitens de final i una semifinal que van ser els següents:
| Data        | Fase             | Equip    |  | Resultat |  | Equip            |
| ----------- | ---------------- | -------- |  | -------- |  | ---------------- |
| 13 de juny  | Grup E           | Bèlgica  |  | 0-2      |  | Itàlia           |
| 16 de juny  | Grup C           | Ucraïna  |  | 0-2      |  | Irlanda del Nord |
| 19 de juny  | Grup A           | Romania  |  | 0-1      |  | Albània          |
| 22 de juny  | Grup F           | Hongria  |  | 3-3      |  | Portugal         |
| 27 de juny  | Vuitens de final | França   |  | 2-1      |  | Irlanda          |
| 6 de juliol | Semifinals       | Portugal |  | 2-0      |  | Gal·les          |

### Copa Mundial Femenina de Futbol de 2019
- L'estadi va acollir tres partits de la Copa Mundial Femenina de Futbol de 2019
| Data                | Selecció #1   | Resultat  | Selecció #2   | Ronda       | Espectadors |
| ------------------- | ------------- | --------- | ------------- | ----------- | ----------- |
| 2 de juliol de 2019 | Anglaterra    | 1-2       | Estats Units  | Semifinal 1 | 53.512      |
| 3 de juliol de 2019 | Països Baixos | 1-0 (0-0) | Suècia        | Semifinal 2 | 48.452      |
| 7 de juliol de 2019 | Estats Units  | 2-0       | Països Baixos | Final       | 57.900      |